# François Châtelet

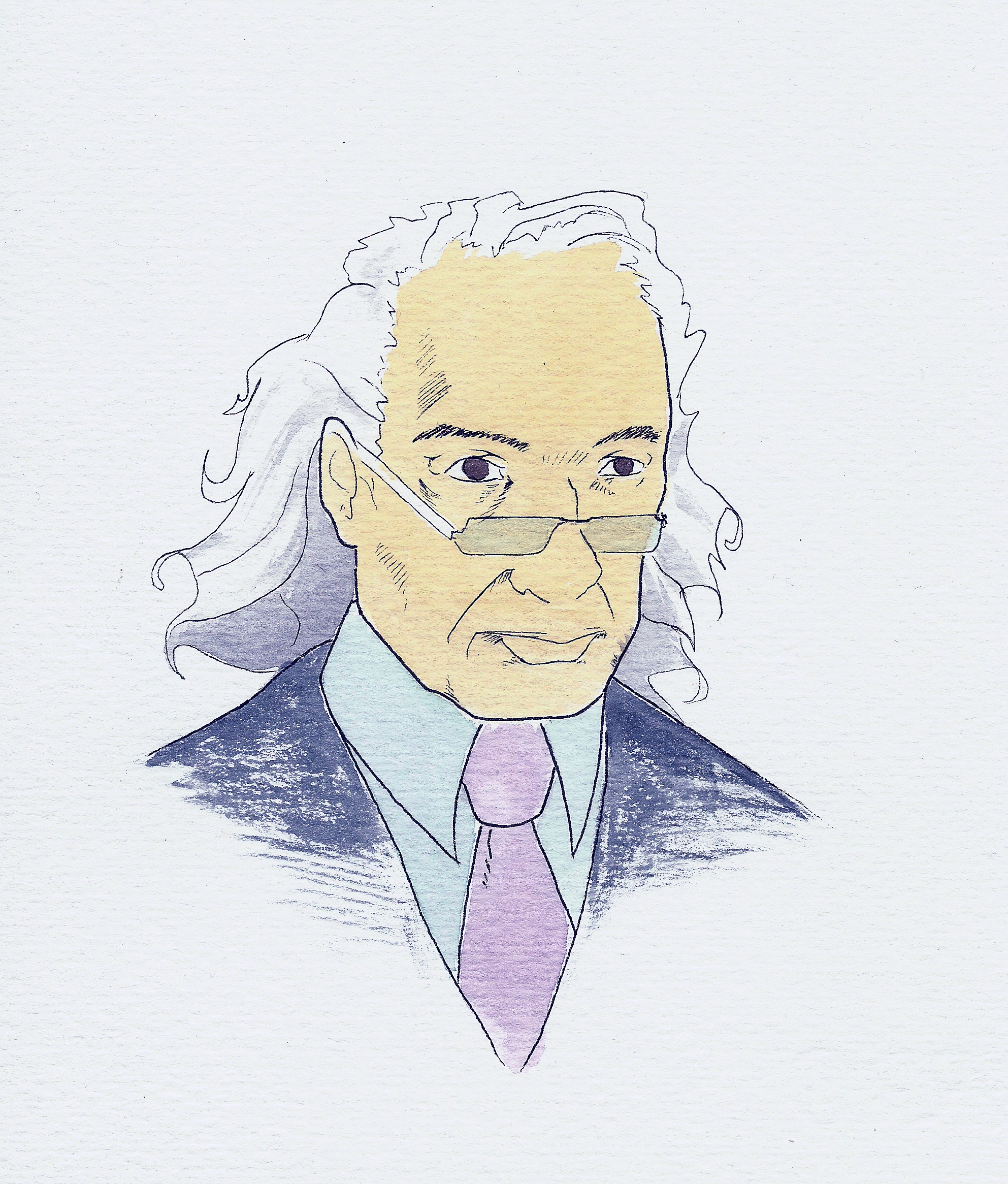
François Chatelet

François Châtelet (* 27. April 1925 in Paris; † 26. Dezember 1985 ebenda) war ein französischer Philosoph und Philosophiehistoriker.
Châtelet besuchte das Gymnasium in Lille und erwarb 1948 sein Agrégé de Philosophie. 1961 wurde er promoviert (Docteur ès lettres).
Er war unter anderem Herausgeber einer mehrbändigen Philosophiegeschichte und schrieb Bücher über antike griechische Philosophie, zum Beispiel Plato, Hegel, den Marxismus, politische Philosophie und die Geschichte von Ideologien.
Châtelet unterrichtete bis 1982 an der Universität Paris VIII in Vincennes und gründete 1983 mit Jacques Derrida, Jean-Pierre Faye und D. Lecourt das Collège international de philosophie in Paris am damaligen Centre universitaire expérimental de Vincennes, der späteren Universität Paris VIII. Er war außerdem Professor am Institut supérieur des carrières artistiques (ICART).
Châtelet war einer der Gründer der Zeitschrift Arguments.
Er war mit Noëlle Châtelet verheiratet, der Schwester von Lionel Jospin.

## Schriften (Auswahl)
- Périclès et son siècle, 1960, Neuauflage 1982 bei Éditions Complexe
- La Naissance de l'histoire: la formation de la pensée historienne en Grèce, Editions de Minuit 1961 Neuauflage UGE 10/18, 1974 (auch ins Italienische und Spanische übersetzt)
- Logos et praxis: recherches sur la signification théorique du marxisme, Paris, SEDES, 1962, 2. Auflage 1972
- Platon, Gallimard 1965
- Hegel, Éditions du Seuil 1968 (auch ins Italienische, Spanische, Portugiesische und Arabische übersetzt)
- La philosophie des professeurs, Éditions Grasset 1970, Neuauflage 1972
- (Hrsg.): Geschichte der Philosophie, 8 Bände, Ullstein Taschenbuch Verlag 1975, im Original: Histoire de la philosophie. Idées. Doctrines, 8 Bände, 1972–1973, in Teilen neu aufgelegt als La philosophie, 4 Bände, Verviers, Marabout 1979 (auch ins Japanische, Portugiesische, Italienische und Spanische übersetzt)
- mit Gilles Lapouge, Olivier Revault d'Allonnes: La Révolution sans modèle, Mouton 1974 (E-Book: )
- mit Évelyne Pisier-Kouchner, Jean-Marie Vincent: Les marxistes et la politique, Thémis, 1975 (auch ins Spanische übersetzt)
- Profil d'une œuvre: Le Capital (livre 2), Hatier, 1976 (ins Italienische übersetzt)
- Les Années de démolition, Hallier, 1976
- Chronique des idées perdues, Editions Stock 1977
- mit Gérard Mairet Histoire des idéologies, 3 Bände, Hachette, 1978 (auch ins Italienische und Spanische übersetzt), teilweise neu aufgelegt als Les idéologies, Marabout, 1981
- Questions, objections, Denoël-Gonthier, 1979
- Présentation et commentaire du Manifeste du Parti communiste de Karl Marx et Friedrich Engels, Paris, EMP, 1981
- mit Évelyne Pisier-Kouchner Les conceptions politiques du XX siecle Presses universitaires de France 1982
- mit Olivier Duhamel, Évelyne Pisier-Kouchner Histoire des conceptions politiques, Presses universitaires de France, 1982
- mit Olivier Duhamel, Évelyne Pisier-Kouchner Dictionnaire des œuvres politiques, Presses universitaires de France 1986
- Une histoire de la raison, Le Seuil, 1992
- La Philosophie au XX siecle, 4 Bände
- Logos et Praxis, Hermann, 2009